# 牛弩韬
牛弩韬（1962年9月—），安徽省无为县人，汉族，中华人民共和国政治人物、第十二届全国人民代表大会安徽地区代表。

## 生平
毕业于中共中央党校函授学院经济管理专业，1985年6月加入中国共产党。
1981年7月参加工作，历任无为县粮食局会计，无为县政府办公室秘书（其间于1982年9月至1985年9月在安徽广播电视大学巢湖分校中文专业学习），巢湖行署办公室经济科科员，巢湖行署办公室经济科秘书、秘书二科副科长，巢湖行署办公室正科级秘书、科长，巢湖行署办公室副主任，省政府办公厅三处处长。2002年2月任马鞍山市政府副市长；2006年2月任安徽省人民政府副秘书长。2008年6月任亳州市人民政府市长；2010年12月任淮北市人民政府市长；2013年，被选为第十二届全国人大代表；2013年3月27日，转任安徽省经济和信息化委员会主任。2018年11月，任改制过后的安徽省经济和信息化厅厅长。2022年11月，任安徽省政协经济委员会副主任。2023年1月，出任安徽省政协常委、经济委员会主任，2024年12月，他因为涉嫌严重违法违纪，被安徽省纪委监委纪律审查、监察调查。2025年6月牛弩韬被雙開。他被指违规编印个人文集。